# 光明寺 (川崎市)
光明寺（こうみょうじ）は、川崎市高津区二子一丁目にある真宗大谷派の寺院。山号は大悲山（だいひさん）。かつては二子村にあったが江戸初期の1669年（寛文9年）に大山街道（矢倉沢往還）に面する現在地に移された。

## 歴史
1601年（慶長6年）の創建といわれる。
1669年（寛文9年）幕府の命により公用旅行者用の伝馬人足の常備と宿泊施設を目的として南二子から現在地に移転した。本尊は阿弥陀如来。1874年（明治7年）から1876年（明治9年）まで「二子学舎」の名称で学校として使われた。
1856年（安政3年）「光明寺史抄」によれば光明寺は戦国大名武田氏の家臣が当地に寄寓し、小庵を結んだのを始原とするというのである。市域の旧家でもと武田氏や後北条氏の家臣であり、主君滅亡の際四散し当該地に土着したという伝承をもつ家は多い。それらの多くは帰農して近世村の草分け百姓となり開拓に従事したのであるが、剃髪してその余生を主家の菩提供養に過ごすというのが「専浄」の生き方であった。
大和市に所在する善徳寺は武田の残党「善徳」が草庵を結び、1613年（慶長18年）教如上人より阿弥陀の絵像を拝受して真宗寺院となったが、同じケースが光明寺起立の縁起である。
東西本願寺を頂点とする真宗教団体にとって慶長・寛永期は地方寺院に対する本末関係の確立とその統制強化の時期にあたり、本願寺・大谷両派とも積極的に地方道場の寺院化を進め、自派とり込みを計っている。

## 境内

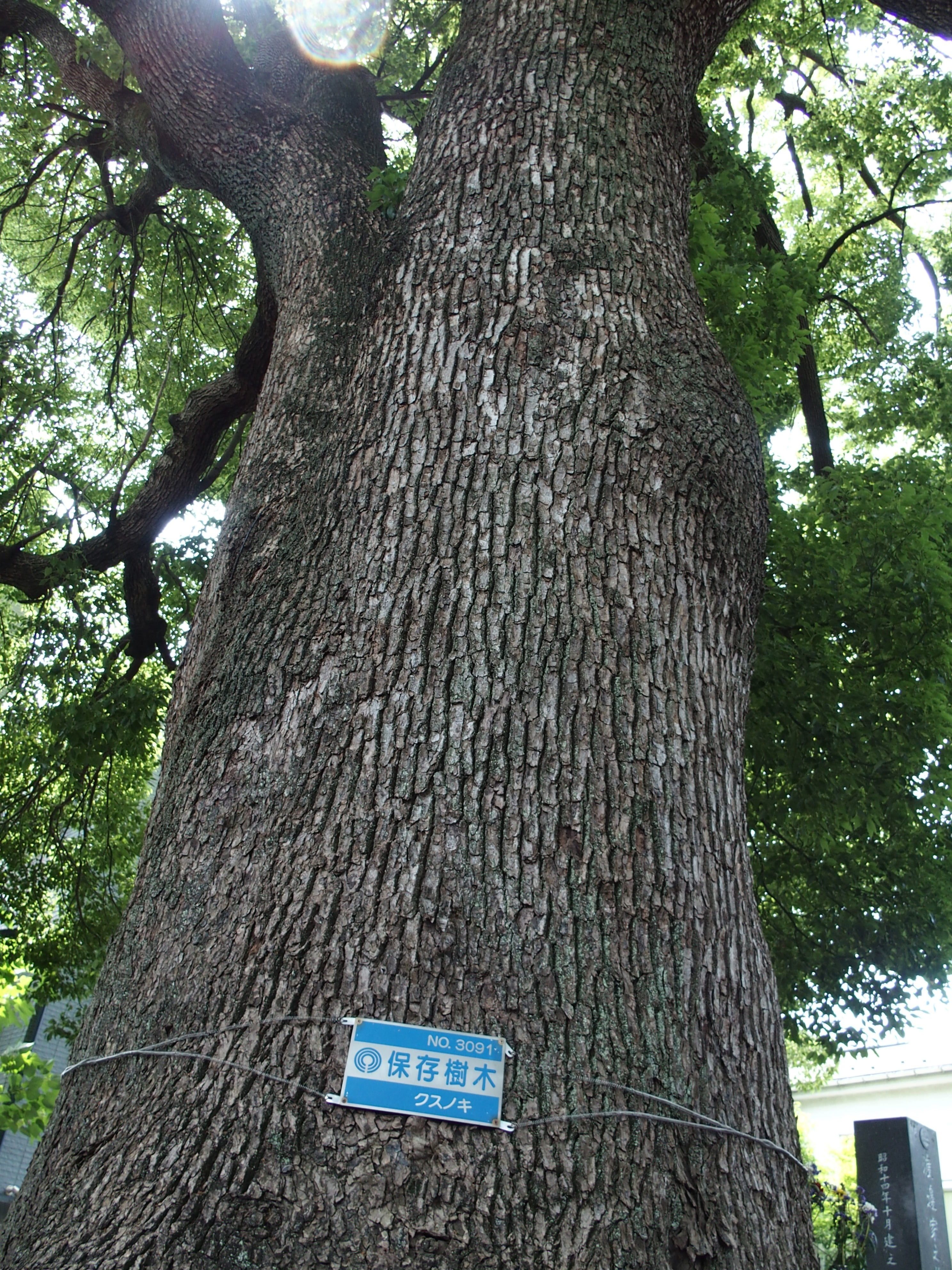
まちの樹50選に指定されているクスノキ

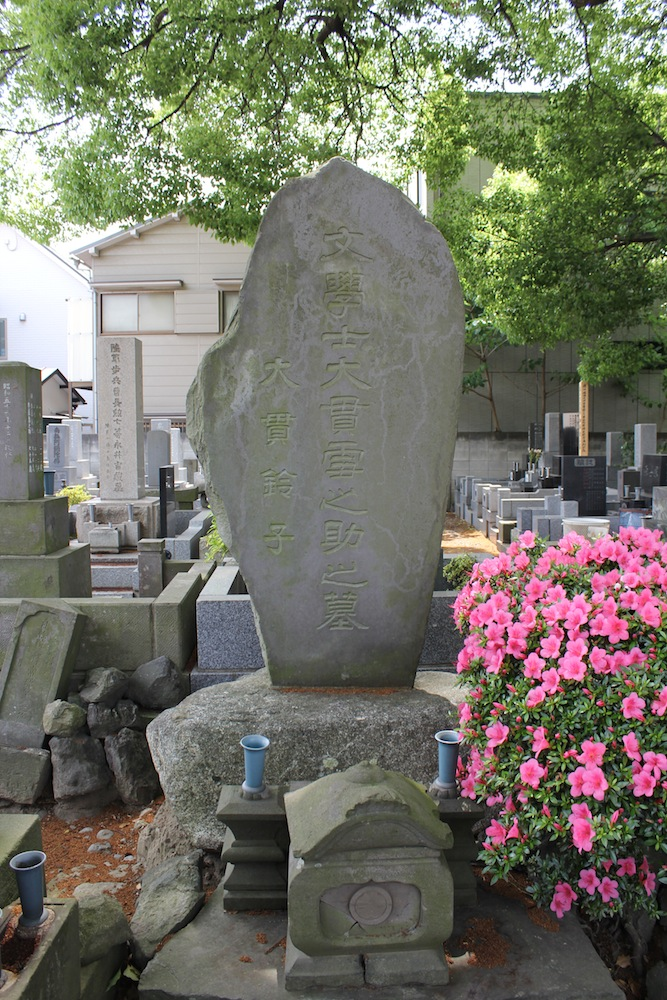
大貫雪之助の墓碑

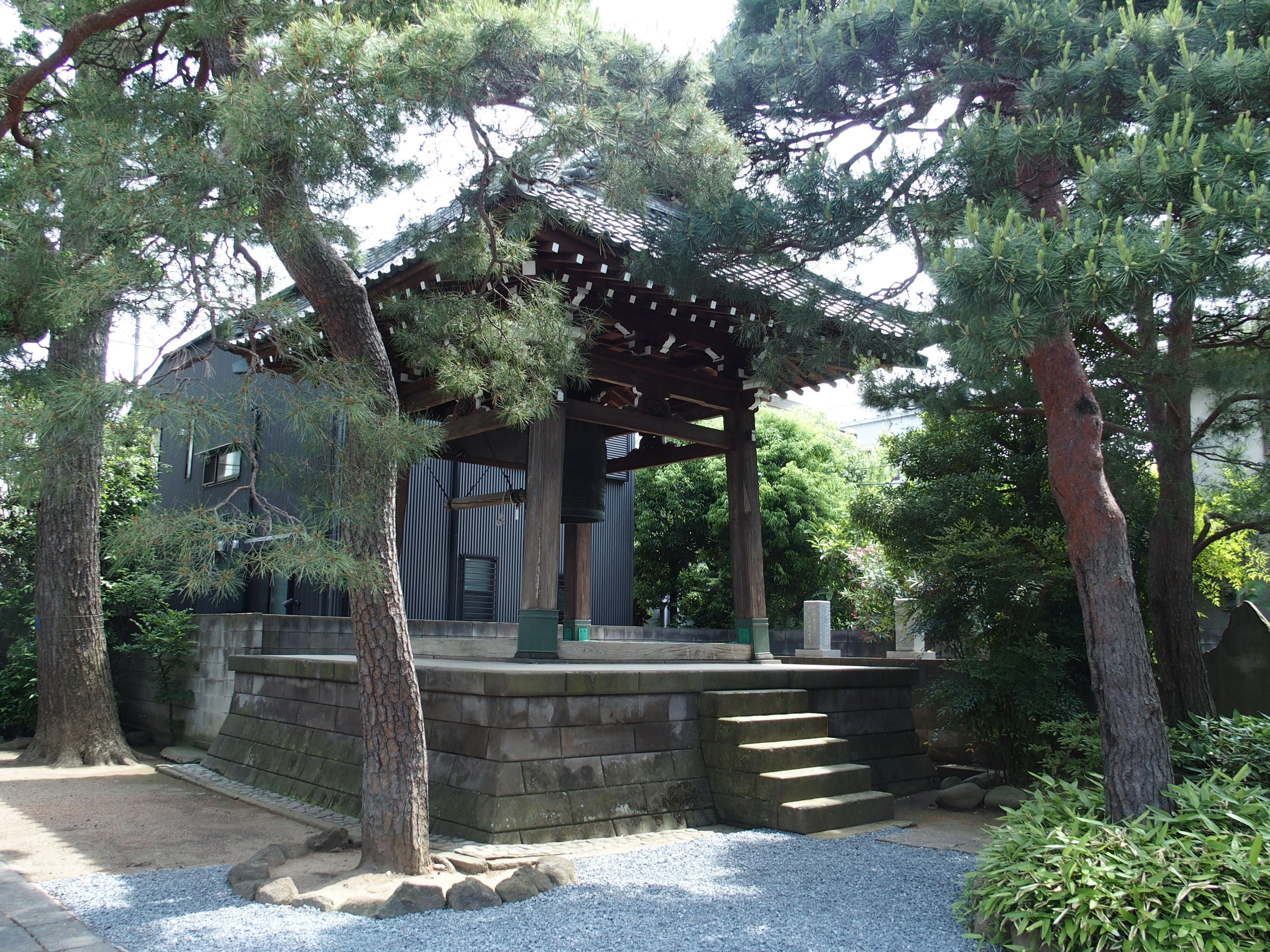
鐘楼

本堂
正面五間、側面六間、寄棟造りである。現在の本堂は、1712年（正徳2年）に焼失したものを再建したものであり、1812年（文化9年）に再建されたものと考えられている。
クスノキ
境内には、川崎市のまちの樹50選に指定されているクスノキがある。
大貫雪之助の墓
岡本かの子の兄で第2次新思潮同人の大貫晶川（雪之助）の墓碑がある。
梵鐘
- 1762年（宝暦12年）に鋳造された。大きさは四尺一寸である。1834年（天保5年）に時の鐘として使うようになった[4]。

## 文化財

### 絵画
- 絹本着色聖徳太子像[6]
- 絹本着色浄土七高祖連坐像[6]
- 絹本着色親鸞聖人像[6]

## 交通アクセス
- 鉄道
  - 東急田園都市線 二子新地駅（最寄り）または高津駅

- バス
  - 東急バスで「二子神社前」バス停下車